# Play (журнал)
Play — российский ежемесячный музыкальный журнал, издававшийся в 2001—2008 годах ИД АртАудиоПресс (MediaSign). Автор концепции и главный редактор — Дмитрий Лилеев (с 2001 по 2002), Константин Савоськин (с 2002 по 2008). Основу журнала первоначально составляли рецензии на новые музыкальные и видео релизы (CD, DVD). Издание позиционировало себя ведущим в сфере поп-культуры, музыки и кино. Стандартный номер содержал более сотни рецензий на новые CD и DVD, интервью российских и мировых артистов, обзоры материалов об известных группах и исполнителях, рецензии на события в мире кино и музыки. С 2003 года каждый номер сопровождался компакт-диском с записями с лучших, по мнению издания, рецензируемых музыкальных релизов.

## О журнале
Изначально структура журнала имела нестандартный вид — основой служили многочисленные рецензии на музыкальные релизы совершенно разнообразных направлений, но с течением времени Play стал приобретать более классические рамки с условным делением на три части: в начале присутствовали новости, концертные анонсы; в середине располагались обзорные аналитические материалы по теме; и в конце рецензии в том же несоразмерном, по сравнению с другими аналогами, количестве, которое журнал всегда выносил на обложку номера. Антон Обозный, один из авторов, рассказывая о концепции ежемесячника, говорит «всегда ставилось во главу угла, что надо как можно больше написать всего про совершенно разные пластинки». Существенное место занимали также материалы о новинках кино, компьютерных игр, литературы и музыкальной бытовой техники. Особое значение редакция журнала придавала растущей популярности формата mp3, о чём, в том числе, свидетельствовал логотип журнала после ноября 2005 года.
С января 2003 года журнал выпускался с CD-приложением (в период с октября 2003 года по декабрь 2004 года с двумя компакт-дисками), на котором поначалу содержались тематические подборки, отрывки композиций с выходящих альбомов, а впоследствии и полные версии новых песен.
В течение 2005 года редакцией было организованно два фестиваля «Своё радио Live», участие в которых принимали группы Silence Kit, Theodor Bastard, «Седьмая раса», «Дети Picasso» и другие исполнители.
В разное время авторами журнала были Илья Кормильцев, Алексей Плотников, Всеволод Баронин, Алексей Мажаев.

## Закрытие журнала
В связи с невыполнением инвестиционного плана владельцем журнала издательского дома Mediasign было принято решение о его закрытии, а также трёх других. Бывший обозреватель Play Алексей Мажаев при описании общих проблем в российской печатной журналистики низкую рентабельность журнала связывает с тем, что он писался меломанами для меломанов, ограниченной аудитории непривлекательной для рекламодателей, а попытки издателя расширить формат не находили понимание у журналистского состава.
Издание «Афиша», уже после закрытия журнала, концепцию журнала Play сравнивает с концепцией британского музыкального журнала Q. В его обзоре, Григорий Пророков указывает на то, что Play кроме того что сыграл немаловажную роль в воспитании читательской аудитории России в начале нулевых, когда интернет был мало распространён, так и оказал большое влияние на формирование российской музыкальной журналистики ввиду того, что через издание прошло множество журналистов того времени и разошедшихся по другим местам работы. Среди недостатков журнала он отмечает проблемы с дизайном и достаточное количество «со стилистической и идеологической точки зрения неоднозначных материалов».
Главный редактор закрывшегося издания Константин Савоськин ушёл из журналистики в бизнес и погиб 28 мая 2010 года около 17:00 часов в центре Москвы — на Сретенке от ножевого ранения в своей машине. Это преступление так и осталось нераскрытым.